# Unistim
UNIStim 
(Unified Networks IP Stimulus)
 — закрытый корпоративный (проприетарный) протокол передачи сигнальной информации  для управления VoIP-телефонами и программными телефонами
компании Nortel со стороны телефонной станции (например АТС Meridian и CS1000). UNIStim является аналогом открытых стандартов SIP и H.323, а также закрытого протокола SCCP (Skinny).  Протокол UNIStim поддерживается  также в некоторых IP-АТС (например в Asterisk) и софтфонах других производителей.
Компания Nоrtel активно участвовала в стандартизации протоколов в рамках IETF, опираясь на работу со своим стандартом UNIStim и уже разработала работу с системами Nortel IP-PBX и ее платформами IP Centrex с 1996 года. Общим вкладом Nortel и Cisco Systems и их кульминацией стала публикация IETF стандарта RFC 3054 «Профиль приложения IP-телефона медиа-шлюза», в которой изложены параметры протокола Megaco.
После расформирования Nortel протокол Unistim поддерживался и развивался компанией Avaya. Протокол являлся запатентованным приложением в США с 1999 по 2019 год.
Последняя версия протокола Unistim 5.5.11 была опубликована компанией Avaya в январе 2021 года .

## Принципы работы
UNIStim — это протокол прикладного уровня, применяемый для взаимодействия сервера, т. е. IP-АТС и ведомого им клиента VoIP-телефона Nortel. Протокол базируется на транспортном протоколе RUDP также разработанный Nortel. Отличие RUDP от UDP наличие номера пакета и механизма повторной передачи в случае потери пакета с помощью rudp пакетов включающий ACK с указанием номера полученного UNIStim пакета и NAK с указанием номера потерянного\пропущенного UNIStim пакета.
Протокол обеспечивает управление сервером тонких клиентов для VoIP. Сервер (CS1000) управляет, получает информацию о состоянии клиентов, обменивается данными с другими участниками поддерживающими протокол. Все команды поделены на несколько секций по функциональному назначению. Каждое сообщение включает 3 основных поля как то: менеджер получатель команды, длина всей команды, код команды для данного менеджера. Остальная часть сообщения зависит от типа команды.
Клиент, получив сообщение от сервера, выполняет запрос. В зависимости от команды клиент должен сообщить о состоянии выполненной команды. Также клиент может сообщать о своем состоянии по запросу или установленному временному промежутку.
Сервер полностью управляет состоянием клиента и состоянием звонка. Задача сервера при выполнении звонка осуществить настройку 2 клиентов для открытия RTP трафика. RTP трафик клиент осуществляет самостоятельно используя различные аудиокодеки.

### Используемые порты
Для работы по протоколу по умолчанию используются следующие стандартные порты:
- 4100/udp Nortel UNIStim (Unified Networks IP Stimulus), i200x
- 5000/rudp Nortel UNIStim (Unified Networks IP Stimulus), i2002/i2004 через ITG Line
- 5100/rudp Nortel UNIStim (Unified Networks IP Stimulus), ITG Line
- 5105/udp Nortel UNIStim (Unified Networks IP Stimulus) FTP (UFTP)
- 6800/tcp Nortel Unified Manager
- 7000/rudp Nortel UNIStim (Unified Networks IP Stimulus), BCM FP1 VoIP для взаимодействия с IP-телефонами

## Поддержка протокола в телефонах и IP-АТС
На текущий момент последняя версия протокола, который поддерживают продукты компании Nortel — UNIStim 4.0. Детали реализации протокола доступны в документе под названием «Telephony and Data Network Services at a Telephone», патент № 7068641 от 7 мая 1999 года.
Поддержка протокол реализован в IP-АТС Avaya (компания Avaya приобрела активы Nortel для корпоративных решений) и лицензируется для других систем. Последняя версия протокола Unistim, реализованая компанией Avaya - 5.5.11, релиз состоялся в январе 2021 года.
UNIStim Software поддерживается следующими платформами для обслуживания вызовов:
- Avaya Communications Server 1000 (CS1000) - софтсвитч, изначально Nortel CS 1000
- Avaya Business Communications Manager (BCM)
- Avaya Survivable Remote Gateway (SRG)
- Avaya Communication Server 2100 (CS2100)  - софтсвитч, изначально Nortel CS 2100
- Avaya Aura Device Adapter (ADA) - серверное приложени для подключения UNIStim-телефонов к телекоммуникационной платформе Avaya Aura

C 2012 года протокол UNIStim поддерживается в свободной программной IP-АТС Asterisk.
Список клиентов — VoIP-телефонов производства Nortel, поддерживающих протокол UNIStim: 
- Nortel 1110E, 1120E, 1140E, 1150E[8];
- Nortel 2001, 2002, 2004
- Телефон для конференций Nortel 2033.

Список клиентов — VoIP-телефонов производства Avaya, поддерживающих протокол UNIStim:
- Avaya 1110, 1120E, 1140E, 1150E, 1165E
- Avaya 2007
- Avaya 1210, 1220, 1230

Также, протокол поддерживается программными телефонами (софтфонами): Nortel/Avaya 2050 IP Softphone (для настольных ПК с ОС Windows) и Nortel MVC 2050 (для КПК под управлением Windows Mobile 2003).
Полный список клиентов ранее можно было получить на сайте nortel.com. см. также статью Avaya 1100-series IP phones в англоязычной Википедии.

## Галерея телефонов UNIStim
|  |  |  |